# 毛背锐齿鼠李
毛背锐齿鼠李（学名：Rhamnus arguta var. velutina）为鼠李科鼠李属下的一个变种。